# Jacob Sweering
Jacobus Johannes Petrus (Jacob) Sweering (Amsterdam, 16 september 1907 – aldaar, 5 mei 1976) was een Nederlands biljarter. Hij nam tussen seizoen 1934–1935 en 1948–1949 deel aan vier nationale kampioenschappen in de ereklasse.

## Titel
- Nederlands kampioen Driebanden groot: 2e klasse 1942–1943

## Deelname aan Nederlandse kampioenschappen in de Ereklasse
| Nr. | Kampioenschap        | Plaats    | Klassering | Alg. gemiddelde |
| --- | -------------------- | --------- | ---------- | --------------- |
| 1.  | Driebanden 1934–1935 | Tilburg   | 7e         | 0,433           |
| 2.  | Bandstoten 1943–1944 | Rotterdam | 8e         | 1,75            |
| 3.  | Driebanden 1946–1947 | Utrecht   | 9e         | 0,470           |
| 4.  | Driebanden 1948–1949 | Rotterdam | 7e         | 0,567           |